# Acuto
Acuto ist eine Gemeinde in der Provinz Frosinone in der italienischen Region Latium mit 1821 Einwohnern (Stand 31. Dezember 2023). Sie liegt 69 Kilometer östlich von Rom und 34 Kilometer nordwestlich von Frosinone.

## Geographie
Acuto liegt auf einem Bergsporn in den Monti Ernici in der traditionsreichen Landschaft der Ciociaria. Es ist Mitglied der Comunità Montana Monti Ernici.
Die Nachbarorte sind Anagni, Ferentino, Fiuggi und Piglio.

### Verkehr
Die Superstrada SS 155rac verbindet Acuto mit den Orten Fiuggi und Frosinone sowie mit der  A1, Autostrada del Sole, Ausfahrt Anagni.

## Geschichte
Der Tradition nach wurde Acuto von Bürgern Anagnis auf der Flucht vor Geiserichs Vandalen nach 455 gegründet. Archäologische Funde beweisen jedoch, dass der Ort schon früher bewohnt war. In der Folge gehörte Acuto der Stadt Anagni und ab dem 12. Jahrhundert dem Bischof von Anagni, der die Burg an verschiedene Adelsfamilien wie die Caetani und Conti gab.

## Bevölkerungsentwicklung
| Jahr      | 1881 | 1901 | 1921 | 1936 | 1951 | 1971 | 1991 | 2001 |
| Einwohner | 2183 | 2824 | 3176 | 2493 | 2104 | 1780 | 1826 | 1857 |

Quelle: ISTAT

## Politik
Nazzareno Pilozzi wurde im Juni 2004 zum Bürgermeister gewählt. Seit den Kommunalwahlen vom 25. Mai 2014 ist Augusto Agostini Bürgermeister.